# Rudolf Bartels (Admiral)
Rudolf Bartels (* 2. Juni 1871 in Braunschweig; † 25. Juni 1946 in Bad Harzburg) war ein deutscher Konteradmiral.

## Leben

### Militärkarriere
Bartels trat am 13. April 1889 als Kadett in die Kaiserliche Marine ein. Nach seiner Grundausbildung absolvierte er die Marineschule, avancierte Mitte Mai 1892 zum Unterleutnant zur See und war von Oktober 1893 bis April 1894 Kompanieoffizier bei der II. Matrosen-Division. Anschließend versah Bartels Dienst als Wachoffizier auf dem Schulschiff Stein, wurde Ende März 1895 Adjutant der 1. Abteilung der II. Matrosen-Division und kam sechs Monate später als Leutnant zur See zur I. Matrosen-Division. Nach einer Verwendung auf dem Torpedoschulschiff Blücher wurde Bartels Anfang November 1898 als Torpedooffizier auf den Kreuzer Irene versetzt, der zum Ostasiengeschwader gehörte. Ende März 1901 wurde er zum Kapitänleutnant befördert und besuchte nach seiner Rückkehr nach Deutschland zur weiteren Ausbildung ab Oktober 1901 die Marineakademie in Kiel. Nachdem er den II. Coetus erfolgreich abgeschlossen hatte, diente Bartels ab Ende September 1903 für zwei Jahre als Navigationsoffizier auf dem Linienschiff Zähringen. Anschließend war er für knapp sechs Monate Adjutant der II. Marineinspektion. Daran schloss sich eine Verwendung als Erster Offizier auf dem Kleinen Kreuzer München und dem Großen Kreuzer Vineta an. Nach seiner Beförderung zum Korvettenkapitän war Bartels in gleicher Eigenschaft für zwei Monate auf dem Linienschiff Schlesien tätig, bevor er Anfang September 1908 zum Vorstand des Munitionsdepots Dietrichsdorf ernannt wurde. Von Ende September 1909 bis Ende Dezember 1910 war er Kommandeur der I. Abteilung der I. Werftdivision in Kiel und anschließend Kommandant des Kleinen Kreuzers München. Hier wurde er Mitte April 1911 Fregattenkapitän und anlässlich des Ordensfestes im Januar 1912 mit dem Kronen-Orden III. Klasse ausgezeichnet. Kurzzeitig zur Verfügung des Chefs der Marinestation der Ostsee gestellt, wurde Bartels Anfang Oktober 1912 als Dezernent des Dezernats für Schiffsausrüstung in das Reichsmarineamt versetzt. In dieser Eigenschaft erhielt er Mitte des Monats des Ehrenkreuz des Greifenordens und wurde am 8. März 1913 zum Kapitän zur See befördert.
Nach Ausbruch des Ersten Weltkriegs war Bartels ab dem 12. August 1914 zunächst Kommandant des reaktivierten Küstenpanzerschiffes Heimdall, welches für den Küstenschutz und zum Vorpostendienst auf der Jade- und Wesermündung eingesetzt wurde. Zugleich fungierte er ab Mitte Juni 1915 als „Ältester Seebefehlshaber der Ems“ sowie im September 1915 als Chef der Küstenschutzdivision der Ems. Am 23. September 1915 wurde er Kommandant des Linienschiffs Hessen, mit dem er sich am 31. Mai und 1. Juni 1916 an der Skagerrakschlacht beteiligte. Kurzzeitig war er vom 15. bis zum 31. Juli 1916 Kommandant des Linienschiffs Deutschland. Bartels wurde zur Verfügung gestellt und beurlaubt. Am 1. Januar 1917 folgte seine Ernennung zum Kommandeur der 1. Torpedodivision und zugleich wirkte er in Vertretung vom 13. Januar bis zum 9. Februar 1918 als Kommandant auf dem als Torpedoschulschiff verwendeten Panzerkorvette Württemberg.
In seiner Funktion als Divisionskommandeur versuchte Bartels, nachdem er ihm gemeldet worden war, dass sich die Division geschlossen der Revolution anschließen würde, die Matrosen von einer Beteiligung an der Novemberrevolution abzuhalten. Er formulierte in einer Rede vor seiner Division in Kiel am 4. November 1918, nachdem er ausgeführt hatte, dass ein Soldat sich nicht mit Politik befassen sollte: „Soldat soll gehorchen, Soldat muß gehorchen und Soldat gehorcht.“
Von seinen Soldaten erhielt er darauf keine Zustimmung und die Soldaten zogen zur Revolution aus.
Ausgezeichnet mit beiden Klassen des Eisernen Kreuzes stand Bartels nach Kriegsende vom 30. März 1919 bis zu seiner Verabschiedung am 27. Mai 1919 zur Verfügung des Chefs der Marinestation der Ostsee. Mit Rangdienstalter vom 27. Mai 1919 erhielt er am 30. August 1919 den Charakter als Konteradmiral.

### Familie
Bartels heiratete am 28. September 1902 in Hannover Herta von Kamlah (* 1878), die Tochter des preußischen Generalleutnants Hermann von Kamlah.